# QUnit
QUnit は JavaScript における単体テストを自動化するためのフレームワークであり、クライアントの Web ブラウザ、及び Node.js といったサーバーサイドにおけるJavaScript環境のテストに使用できる。

## 概要
2008年にJohn Resigが jQuery の一部としてドキュメントや各種リソースが公開。2009年にjQueryに依存しない実装に書き換えられた。
クライアントサイドの単体テストにおいては、ボタンのクリック押下や キーダウンといったユーザ アクションの再現、Ajaxで非同期コールバックを行うといった活用ができる。

## サンプル
以下に簡単な使用方法を示す:
```
export
 
default
 
function
 
sum
(
a
,
 
b
)
 
{

  
return
 
a
 
+
 
b
;

}

```

```
import
 
sum
 
from
 
'./sum.js'
;

QUnit
.
test
(
'sum'
,
 
(
assert
)
 
=>
 
{

  
assert
.
equal
(
sum
(
1
,
 
2
),
 
3
);

});

```